# The Million Dollar Mystery

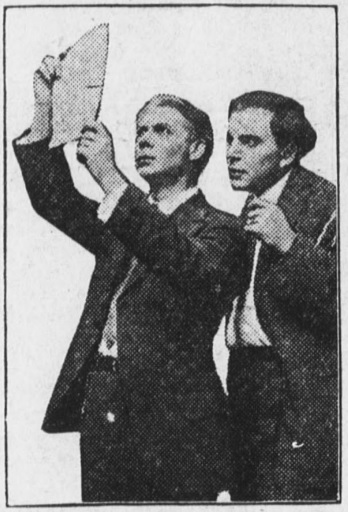
Cena do seriado The Million Dollar Mystery (1914)

The Million Dollar Mystery foi um seriado estadunidense em 23 capítulos, realizado em 1914, produzido pela Thanhouser Film Corporation e distribuído pela Mutual Film Corporation. Dirigido por Howell Hansel e estrelado por Florence La Badie, Marguerite Snow e James Cruze, foi relançado em 1917 pela Arrow Film Corporation. Atualmente, é considerado perdido, pois nenhuma cópia permaneceu.

## Sinopse
O seriado conta a história de uma sociedade secreta chamada "The Black Hundred", e as viagens empreendidas para encontrar um milhão de dólares perdidos.

## Elenco
- Florence La Badie … Florence Hargreaves
- Marguerite Snow … Condessa Olga Petroff
- James Cruze[3] … Jim Norton
- Frank Farrington … Braine
- Sidney Bracey … John Hargreaves/ The Butler
- Lila Chester … Susan Farlow
- Creighton Hale ... Membro da gang

## Produção

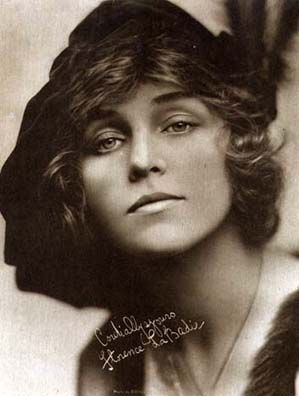
Florence La Badie, que interpretou Florence Hargreaves, protagonista do seriado.

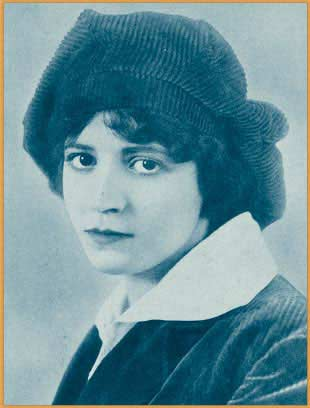
Marguerite Snow, intérprete da Condessa Olga Petroff.

The Million Dollar Mystery foi um seriado projetado pela Chicago Tribune, seguindo o sucesso de The Adventures of Kathlyn.
Foi o primeiro seriado produzido pela Thanhouser Film Corporation. Foi realizado sem que o último capítulo fosse escrito; 22 capítulos foram escritos baseados no título, e foi oferecido um prêmio de $10,000 para a melhor sugestão de final ("$10,000 por 100 palavras"). Milhares de cartas foram recebidas e, Ida Damon, uma secretária de St. Louis, Missouri, venceu o concurso. Em um golpe publicitário, a personagem Florence Hargreaves foi dada como desaparecida; detalhes do enredo foram colocados no jornal, como se fossem reais. Apenas 7 dias depois foi revelada a verdade, que se tratava apenas de ficção.
O seriado alcançou tal sucesso que motivou uma sequência, Zudora, que antes fora chamado de The Twenty Million Dollar Mystery. No entanto, não fez o mesmo sucesso que o predecessor. Em junho de 1918, The Million Dollar Mystery foi reeditado e lançado como um filme pela Arrow Film Corporation.

## Capítulos
1. The Airship in the Night (ou A Call in the Night)
2. The False Friend (ou The Master's Man)
3. The Safe in the Lonely Warehouse
4. The Top Floor Flat (ou The Flat on the Top Floor)
5. At the Bottom of the Sea (ou The Problem of the Sealed Box)
6. The Coaching Party of the Countess
7. The Doom of the Auto Bandits
8. The Wiles of a Woman
9. The Leap from an Ocean Liner (ou The Leap in the Dark)
10. The Eavesdropper (ou The Past a Blank)
11. In the Path of the Fast Express
12. The Elusive Treasure Box
13. The Secret Agent from Russia (ou An Agent from Russia)
14. Tracked by the Secret Service (ou Norton Makes a Discovery)
15. The Borrowed Hydroplane (ou Another Trap Set)
16. Drawn Into the Quicksand (ou Treachery in the Household)
17. A Battle of Wits (ou Setting Traps for Norton)
18. Trapped by the Flames (ou The Masked Ball)
19. A Blank Sheet of Paper
20. The Secret Warning (ou Braine Tries Another Weapon)
21. The Documents in the Treasure Box (ou A Packet of Papers)
22. The Waterloo of the Conspirators (ou A Night of Adventures)
23. The Missing Million (ou The Solution of the Million Dollar Mystery, ou The Secret of the Million)